# Штајр (произвођач оружја)
Штајр Оружје, до 2019. године Штајр Манлихер, аустријска фабрика ватреног оружја и муниције основана у првој половини 19. века.

## Историја

### Јозеф Верндл
Аустријски пушкар Леополд Верндл основао је фабрику ору̟жја у Штајру 1834. године. Његов син, Јозеф Верндл (1831–1889) , путујући у САД током Америчког грађанског рата (1861-1865) како би продавао оружје Унији, упознао се са модерним (за оно време) америчким методама серијске производње и по повратку је модернизовао фабрику по америчком узору 1864. Josef und Franz Werndl & Comp. Waffenfabrik und Sägemühle in Oberlettenгодине - та година сматра се датумом оснивања фабрике. Као прва модерна фабрика у Аустрији, Верндлова фирма убрзо је стекла монопол на аустријском тржишту, производећи војничке пушке Верндл за аустријску (од 1867. аустроугарску) војску.

### Фердинанд Манлихер
Верндлова сарадња са талентованим аустријским инжењером Фердинандом Манлихером (1848-1904) препородила је фабрику, учинивши је једним од највећих произвођача оружја у Европи крајем 19. века. Манлихер је 1880. конструисао једну од првих брзометних пушака калибра 11 мм, са магацином у кундаку. Побољшани модел ове пушке усвојила је 1886. аустроугарска војска. Убрзо затим, Манлихер је 1888. конструисао нову брзометну пушку, калибра 8 мм, са магацином испод сандука. Поред Аустроугарске, ову пушку (прерађену на калибар 7,9 мм) увела је одмах Немачка, а затим (преправљену на калибар 6,5 мм) Румунија (1893), Холандија (1895) и неке друге државе. Манлихер је конструисао и прву аутоматску пушку (1885) и два аутоматска пиштоља - М1894 са непокретном и М1900 са покретном цеви.

## Производи

### Војничке пушке
- Верндл М1867
- Манлихер М1886
- Манлихер М1888
- Манлихер М1890
- Манлихер М1895[4]
- Манлихер Шенауер

### Аутоматски пиштољи
- Манлихер М1894
- Манлихер М1900
- Рот-Штајр М1907
- Штајр М1912